# Shera Danese
Shera Danese (ur. 9 października 1949 w Hartsdale) – amerykańska aktorka, wdowa po aktorze Peterze Falku.
Jej pierwszą znaczącą rolą było wystąpienie u boku Toma Cruise’a w filmie Ryzykowny interes w roku 1983. Grała role epizodyczne w serialach, np.: Kojak, Aniołki Charliego. Zagrała w 6 epizodach serialu Columbo, wcielając się w rolę podejrzanego (czyli mordercy, wokół którego rozgrywa się akcja odcinka) lub ofiary. 
7 grudnia 1977 Danese została drugą żoną aktora odgrywającego rolę porucznika Columbo – Petera Falka. W roku 2009 po znacznym pogorszeniu się demencji i nasileniu się u męża objawów choroby Alzheimera została sądownie uznana za jego kuratora - pełnomocnika prawnego i pozostała nim aż do jego śmierci w czerwcu 2011.